# Glas Trösch
Die Glas Trösch Holding AG oder «Glas Trösch Gruppe» ist eine im Jahr 1905 gegründete Schweizer Unternehmensgruppe mit operativem Hauptsitz in Buochs im Kanton Nidwalden und das grösste glasherstellende und glasverarbeitende Familienunternehmen in Europa. Die Unternehmensgruppe beschäftigt mehr als 6000 Mitarbeitende mit 70 Betrieben hauptsächlich in Europa.

## Struktur

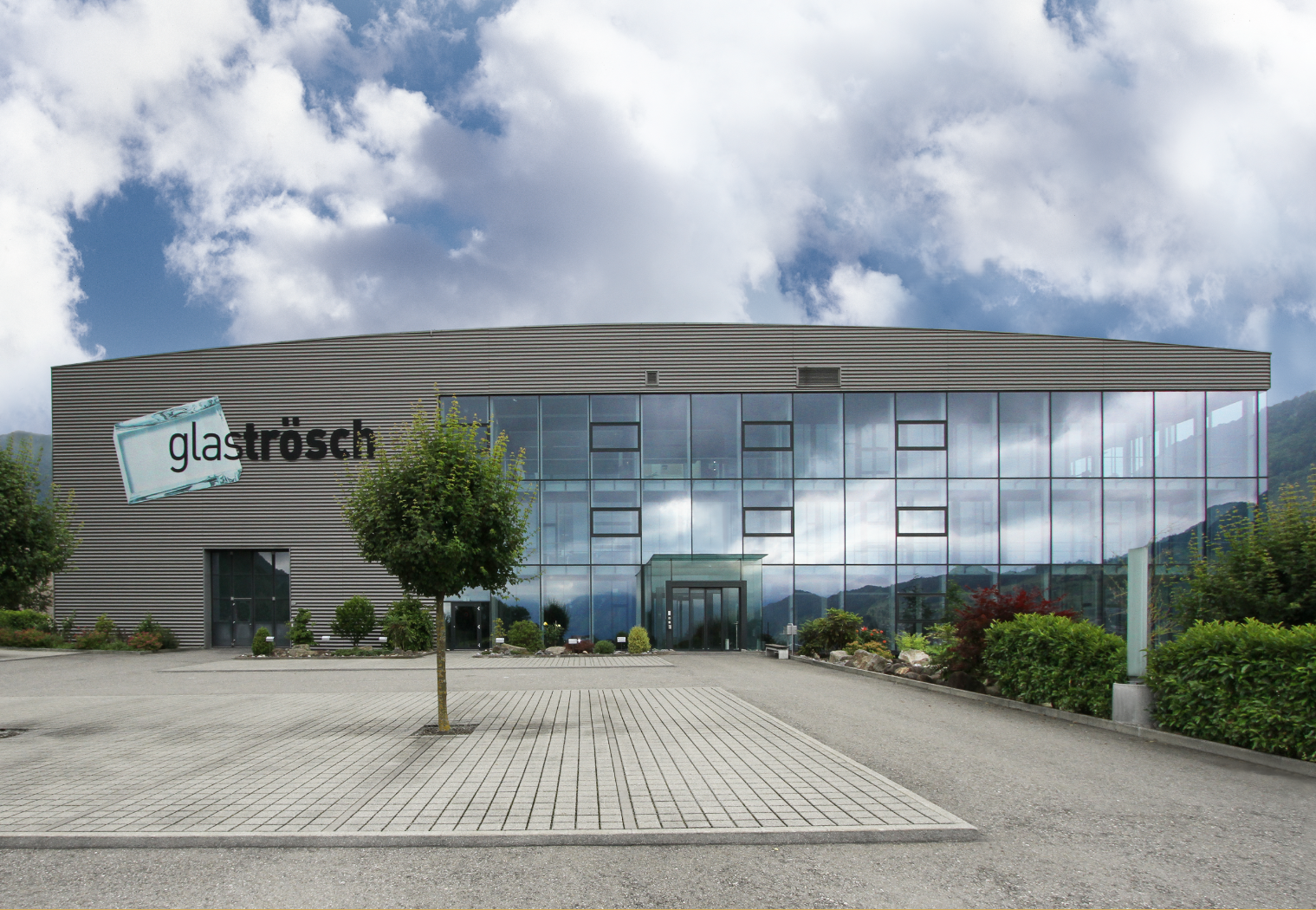
Hauptsitz der Glas Trösch Gruppe in Buochs

Glas Trösch betreibt neben seinen Schweizer Standorten weitere in Deutschland, Frankreich, Belgien, Niederlande, Polen, Moldawien, Ukraine, Ungarn, Türkei, Tschechien, Russland und den USA.
Die Unternehmensgruppe ist in drei Bereichen tätig:
- Exterieur (Fenster, Fassaden, Dachverglasung, Sicherheits- sowie Brandschutzglas, Hy-Tech-Glas)
- Interieur (Glaslösungen für zu Hause, Büro, öffentlichen Raum, Gastronomie)
- Automotive (Auto-, Eisenbahn, Bus-, LKW- und Flugzeugverglasungen)

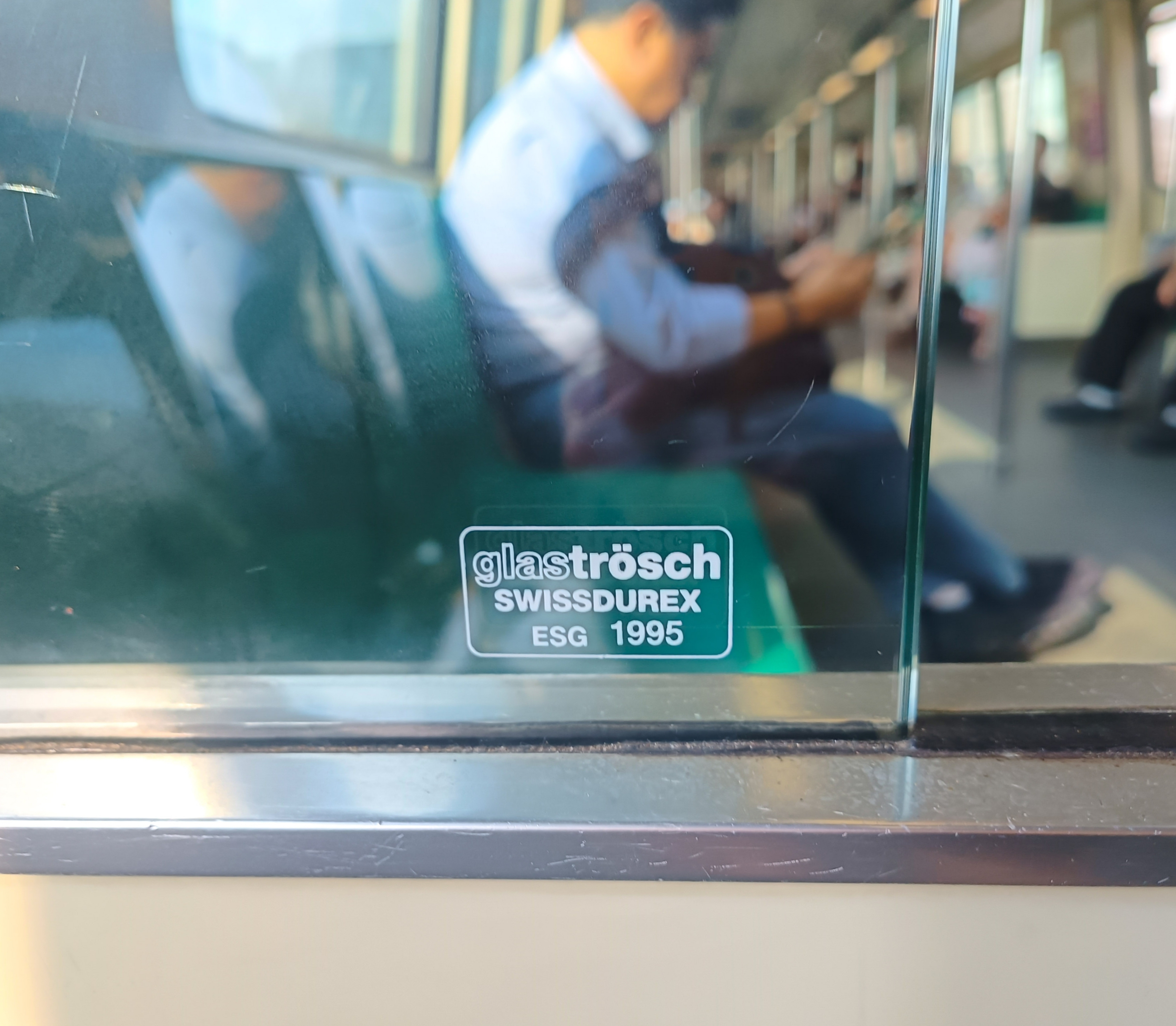
Von Glas Trösch hergestelltes Glas, das in Zügen in Singapur verwendet wird

## Geschichte
Glas Trösch wurde 1905 von Johann Friedrich Trösch gegründet, der ein Verfahren zur Übertragung von Bildern auf Glas und Porzellan entwickelt hatte. 1938 überführte dessen Sohn Rudolf Friedrich Trösch (1907–1992) den Betrieb in eine Aktiengesellschaft. Er errichtete eine Glasschleiferei sowie eine Produktionsstätte zur Spiegelherstellung und legte damit die Grundlage für die industrielle Entwicklung des Unternehmens. 1956 übernahmen die Söhne Heinz und Erwin Trösch die Leitung der Aktiengesellschaft und sorgten durch neue Herstellungsverfahren von Mehrscheiben-Isolierglas für einen raschen Ausbau der Firmengruppe. 1977 folgte der Handel und die Produktion der Windschutzscheiben Swisslamex. 1978 startete die Produktion des Einscheibensicherheitsglases Swissdurex und wenig später wurde das Sortiment durch das Verbund-Sicherheitsglas Swisslamex ergänzt. 1986 begann das Unternehmen mit der grossflächigen Vakuumbeschichtung und führte die Generation von hochwärmedämmenden Isoliergläsern der Marke Silverstar ein. Diese wurde später durch die Sonnenschutzbeschichtungen Sunstop und das reflexionsfreie Glas Luxar ergänzt.
Der Vertreter der vierten Generation Erich Trösch, baute bis 1995 im elsässischen Hombourg die Flachglashütte Euroglas auf. 1997 entstand in Haldensleben ein zweites Floatglaswerk. In 2001 erwarb Glas Trösch die Produktionsstätten der Schwabenglas GmbH in Deutschland. 2006 wurde in Osterweddingen der dritte Euroglas-Produktionsstandort eingeweiht. Mit der Inbetriebnahme der Eurolamex-Standorte Osterweddingen und Bützberg wurde 2007 die Produktion von Verbundsicherheitsglas erweitert. 2008 übernahm die Unternehmensgruppe den Isolierglasbetrieb TOV LineWood Artjomowks in der Ukraine. 2013 integrierte Glas Trösch die Firma EuropTec, mit Sitz in Oftringen (Schweiz), welche auf Technisches Glas und Polymer spezialisiert ist. Im Jahr 2020 erfolgte die Akquisition der niederländischen Scheuten Glas. 2021 übernahm Glas Trösch die Sparte Technisches Glas der ehemaligen Berliner Glas Gruppe.
Heinz Trösch (* 1934) trat 1951 in die Fr. Trösch AG in Bützberg ein und 1958 auch sein Bruder Erwin Trösch. Heinz Trösch begann 1958 mit der Herstellung von Isolierglas Heglas und 1966 mit Kulmerglas.

Trösch übernahm von 1960 bis 2002 das VR Präsidium der Firma. 1988 wurde die Herstellung von Vacuum-beschichtetem Wärme- und Sonnenschutzglas aufgenommen  und 1995 die erste Float-Glasfabrik im Elsass gebaut. 2002 gab Heinz Trösch das VR Präsidium an seinen Sohn Erich weiter. Die Firma bestand damals aus 43 Verarbeitungsbetrieben, 2 Floatwerken und 2573 Mitarbeitenden.
2011 brachte das Unternehmen in der Schweiz ein Brüstungsglas für Balkone auf den Markt, das direkt auf das Trägerprofil geklebt wird und damit ohne sichtbare Halterung oder Unterkonstruktion auskommt.
In Zusammenarbeit mit der Hochschule Luzern entwickelte Glas Trösch 2019 eine spezielle Drucktechnik, mit der sich die Frontscheiben von Photovoltaik-Modulen mehrfarbig und individuell bedrucken lassen. Die Farben werden im keramischen Digitaldruckverfahren auf das Glas gebracht.
Die Unternehmensgruppe wurde Bestandteil und Lizenzgeber der Sanco-Gruppe, einer aus über 50 Unternehmen bestehenden Allianz mittelständischer Isolierglashersteller.

## Produktionsbeispiele (Auswahl)
- Museumsbox und begehbarer Glasboden im Dornier-Museum am Flughafen Friedrichshafen[10]
- Swissstep-Glastreppe im Verwaltungsgebäude des Floatglaswerkes Osterweddingen (Sachsen-Anhalt)[11]
- Sonnenschutzverglasung für das Haus für Musik und Musiktheater[12] der Kunstuniversität Graz
- Wärmedämmende und UV-durchlässige Glashülle für das Tropenhaus im Botanischen Garten Berlin[13]
- Vitrinen mit Anti-Reflexionsglas im Staatlichen Museum Ägyptischer Kunst,[14] München
- Glasdach mit Glasschwertern im Eingang des Nürnberger U-Bahnhofs Kaulbachplatz[15]
- Isolierglas für die Monte Rosa Hütte,[16] Zermatt
- Glastafeln für die U-Bahn-Station Graf-Adolf-Platz[17] der Wehrhahn-Linie, Düsseldorf, gestaltet von dem Künstler Manuel Franke
- Glasbrücke als Verbindungselement zwischen den American Copper Buildings,[18] New York
- Glasfassade der Al Fattan Crystal Towers,[19] Dubai
- Teile der Glasfassade sowie Glastrennwände und Brandschutzverglasungen im Inneren des Headquarters' von Scott Sports,[20] Givisiez